# Sim (thực vật)
Sim, còn gọi là hồng sim, đào kim nương, cương nẫm, đương lê (danh pháp khoa học: Rhodomyrtus tomentosa) là một loài thực vật có hoa thuộc họ Myrtaceae.
Các tên gọi trong tiếng Trung có: 桃金娘 (đào kim nương), 岗稔 (cương nẫm/nhẫm), 山稔 (sơn nẫm/nhẫm), 稔子 (nẫm/nhẫm tử), 当梨 (đang/đương lê), 山乳 (sơn nhũ), 崗菍 (cương nẫm), 金絲桃 (kim ti đào), 白碾子 (bạch niễn tử), 多奶 (đa nãi) và 乌多尼 (ô đa ni, tại Triều Sán).

## Lịch sử phân loại
Năm 1789, William Aiton mô tả loài này theo mẫu cây đưa vào Vườn Thực vật Hoàng gia tại Kew năm 1776 dưới danh pháp Myrtus tomentosa. Năm 1828, Augustin Pyramus de Candolle thiết lập tổ (sectio) Rhodomyrtus của chi Myrtus, với M. tomentosa là thành viên thứ nhất của tổ này. Năm 1841, Ludwig Reichenbach nâng cấp tổ Rhodomyrtus thành chi riêng biệt, nhưng không tạo ra tổ hợp tên gọi mới cho M. tomentosa. Năm 1842, Justus Carl Hasskarl mới thiết lập danh pháp mới cho M. tomentosa là Rhodomyrtus tomentosa.
Lưu ý rằng tháng 2 năm 1908 Bulletin de la Société Botanique de France công bố danh pháp Myrtus tomentosus [sic] của Auguste François Marie Glaziou (1828-1906) cho loài cây bụi có hoa trắng và quả màu xanh lục vào tháng 9-10, có ở Corrego do Brejo - miền trung Brasil, nhưng nó không phải là R. tomentosa đề cập ở đây.

## Phân bố
Loài này có nguồn gốc bản địa ở khu vực nam và đông nam châu Á, từ Ấn Độ và Sri Lanka về phía đông tới miền nam Trung Quốc (Chiết Giang, Giang Tây, nam Hồ Nam, Phúc Kiến, Quảng Đông, Quảng Tây, Quý Châu, nam Vân Nam), Đài Loan, quần đảo Lưu Cầu, Philippines, và về phía nam tới Malaysia và Sulawesi; nhưng hiện nay cũng đã du nhập vào Hoa Kỳ (Florida và Hawaii) cũng như vào Polynésie thuộc Pháp (quần đảo Société). R. tomentosa thường mọc ở ven biển, trong rừng tự nhiên, ven sông suối, trong các rừng ngập nước, rừng ẩm ướt, và vùng ven đầm lầy, rừng cây bụi, sườn núi, đồi thấp, trảng cỏ; ở cao độ đến 2.400 m so với mực nước biển.

## Các thứ
R. tomentosa chia thành 2 thứ, bao gồm:
- R. tomentosa var. parviflora (Alston) A.J.Scott, 1978 (đồng nghĩa: Rhodomyrtus parviflora Alston, 1931): Tìm thấy ở miền nam Ấn Độ và Sri Lanka. Nó là cây bụi hay cây gỗ và mọc chủ yếu trong quần xã sinh vật nhiệt đới khô theo mùa.[12]
- R. tomentosa var. tomentosa (đồng nghĩa: Myrtus canescens Lour., 1790): Nguyên chủng. Tìm thấy ở những nơi khác ngoài khu vực nói trên. Nó là cây bụi hay cây gỗ và mọc chủ yếu trong quần xã sinh vật nhiệt đới ẩm.[13]

## Mô tả
Cây bụi thường xanh, lớn, cao 1-2 m. Cành non có lông măng màu ánh xám. Lá mọc đối; cuống lá 4-7 mm; phiến lá hình elip đến hình trứng ngược, 3-8 × 1-4 cm, dạng da, có lông tơ khi còn non nhưng trở thành nhẵn nhụi và bóng khi già, mặt xa trục có lông măng màu xám, gân phụ 1 ở mỗi bên của gân giữa, bắt nguồn từ gần đáy phiến lá và hợp lại ở đỉnh, gân tam cấp 4-6 ở mỗi bên của gân giữa và nối gân giữa với các gân phụ, các gân mắt lưới thấy rõ, các gân bên trong mép lá cách mép lá 3-4 mm, đáy hình nêm rộng, đỉnh thuôn tròn đến tù và thường hơi có khía hoặc đôi khi hơi nhọn đột ngột. Hoa 1[-3], hình cuống, đường kính 2-4 cm. Chén hoa hình trứng ngược, ~6 mm, lông măng màu xám. Thùy đài hoa 5, gần thuôn tròn, 4-5 mm, bền. Cánh hoa 5, màu tím, hình trứng ngược, 1,3-2 cm. Nhị màu đỏ, 7-8 mm. Bầu nhụy 3(hoặc 4) ngăn. Vòi nhụy ~1 cm. Quả mọng màu đen ánh tía khi thuần thục, hình vạc, 1,5-2 × 1-1,5 cm. Ra hoa tháng 4-5, quả chín tháng 8-10, thịt quả màu đỏ, vị ngọt, ăn được.

## Sử dụng
Rễ, lá và trái sim được dùng làm dược liệu trong y học cổ truyền Việt Nam và Trung Quốc, có tác dụng bổ huyết, an thai. Tại Trung Quốc, sim được ghi chép trong Bản thảo cương mục thành 2 vị thuốc: trái là đào kim nương hay sơn niệm tử, còn rễ là sơn niệm căn. Sim được xem là có vị ngọt-chát, tính bình, hoạt huyết thông lạc, thu liễm chỉ tả. Quả sim được cư dân các vùng miền núi hái ăn chơi, và trước đây có bày bán ở chợ. Ở Phú Quốc, quả sim còn được khai thác để làm các món đặc sản như mật sim hay rượu sim.

## Hoa sim trong nghệ thuật

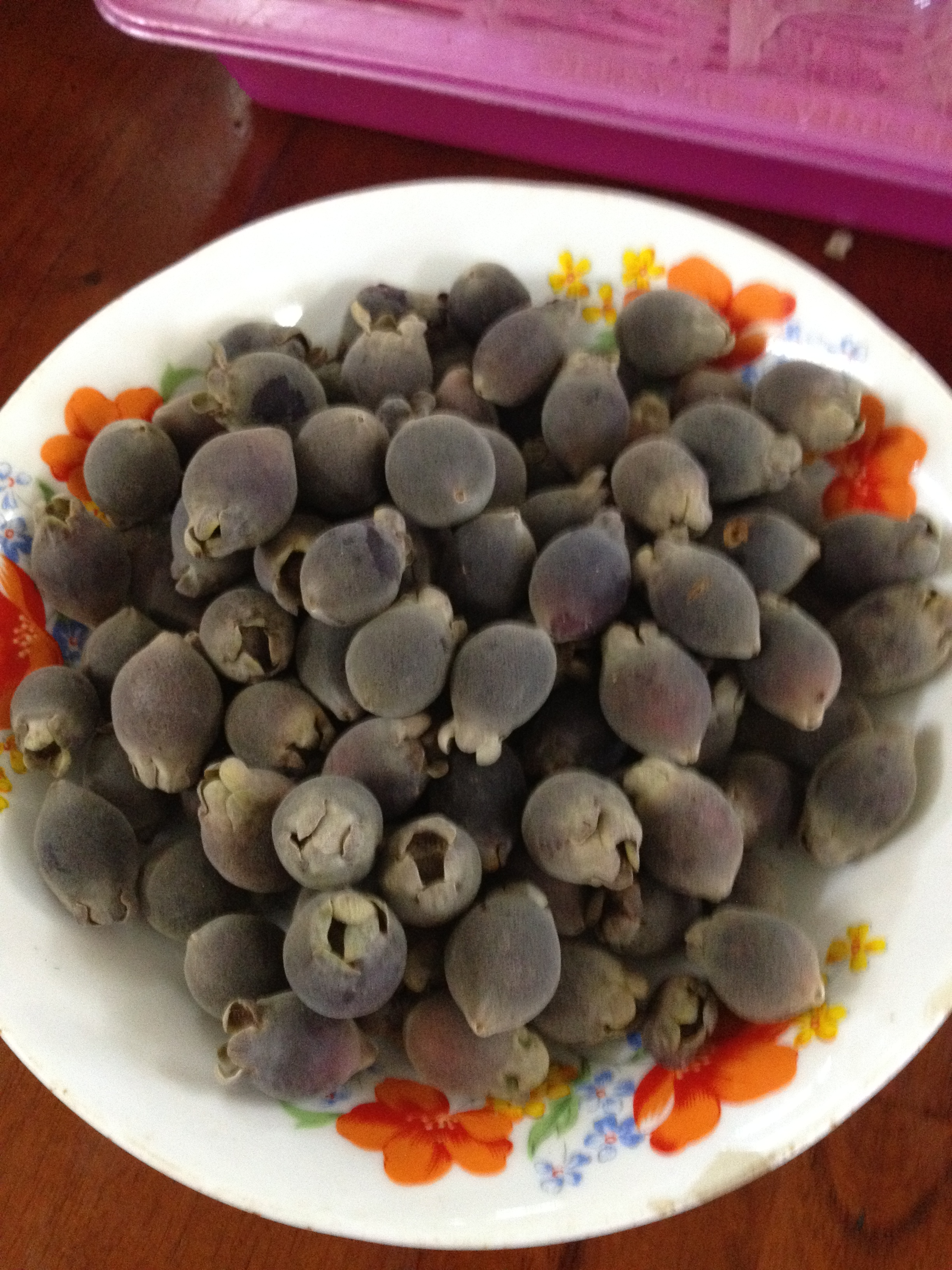
Các quả sim.

Hoa thường nở rộ vào mùa hè với màu tím. Hoa sim là biểu tượng mà nhiều đôi trai gái miền quê dùng để bày tỏ tình cảm và cũng là biểu tượng của sự chung thủy. Ở Việt Nam, có một số nhà thơ, nhạc sĩ đã sáng tác những tác phẩm về hoa sim. Nhiều người Việt Nam biết tới bài thơ "Màu tím hoa sim" của Hữu Loan. Tác phẩm này đã tạo nguồn cảm hứng cho nhiều nhạc sĩ sáng tác nên nhiều ca khúc về sim, có thể kể đến:
- "Áo anh sứt chỉ đường tà" (Phạm Duy)
- "Chuyện hoa sim", "Tím cả chiều hoang" (Anh Bằng)
- "Màu tím hoa sim" (Duy Khánh & Trọng Khương)
- "Những đồi hoa sim" (Dzũng Chinh)

Từ đó hoa sim cũng trở thành một hình ảnh ưa chuộng trong sáng tác nhạc:
- "Chiều bên đồi sim" (Đài Phương Trang)
- "Chuyện người con gái hái sim" (Hồng Vân)
- "Về lại đồi sim" (Đinh Trầm Ca & Mã Thu Giang)

## Thư viện ảnh

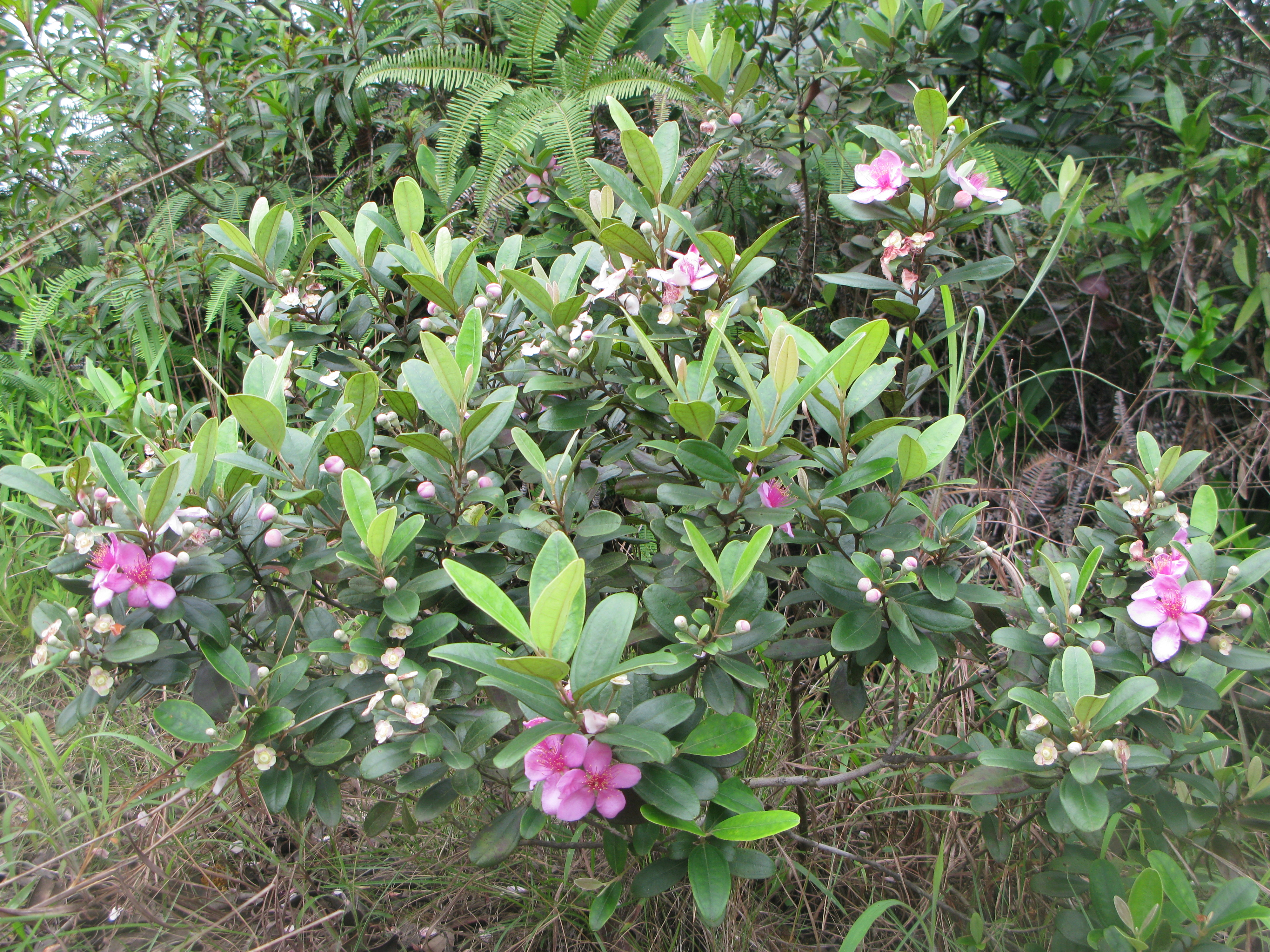
Sim tại Hồng Kông.
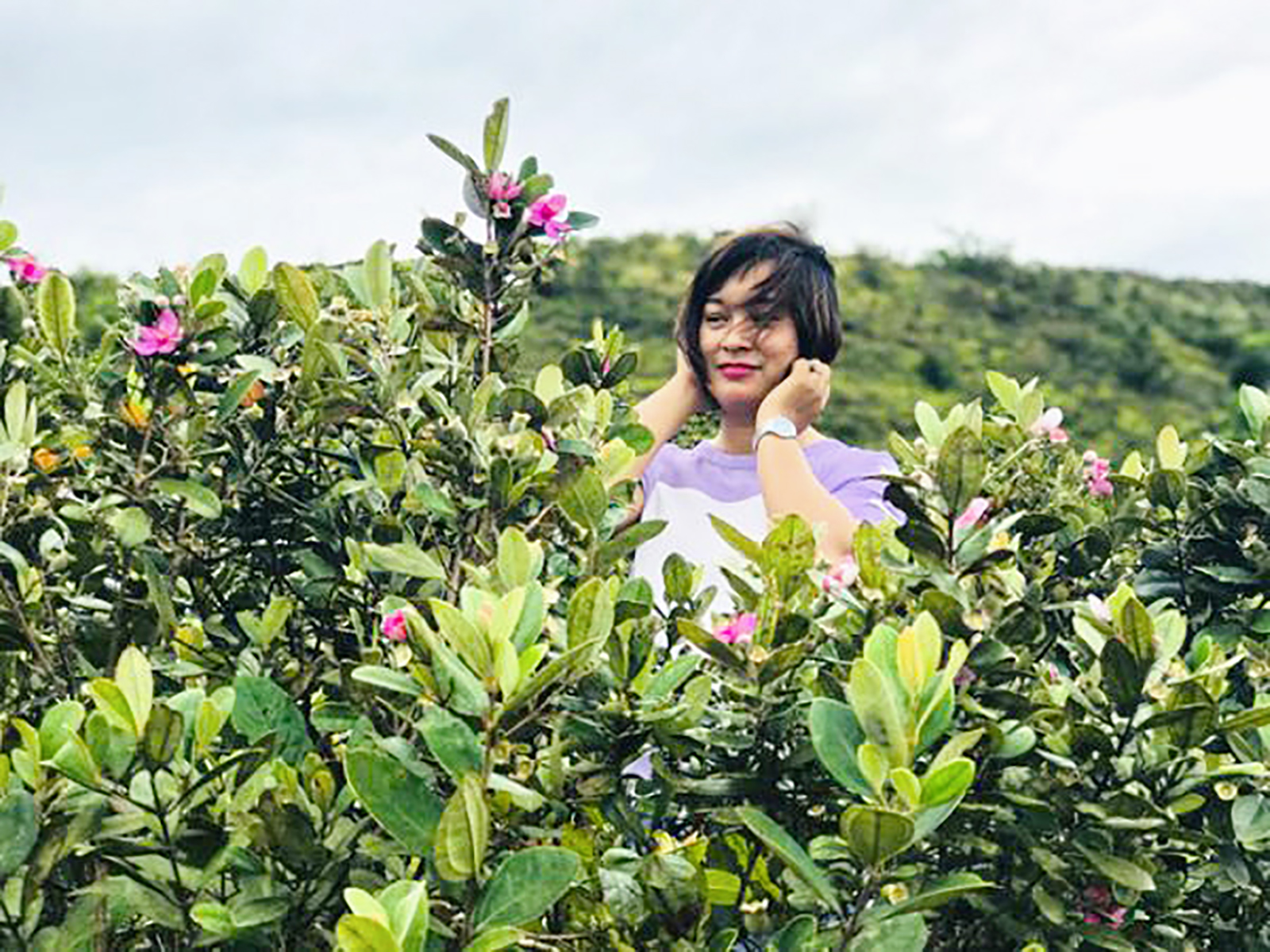
Tạo dáng cùng hoa sim.
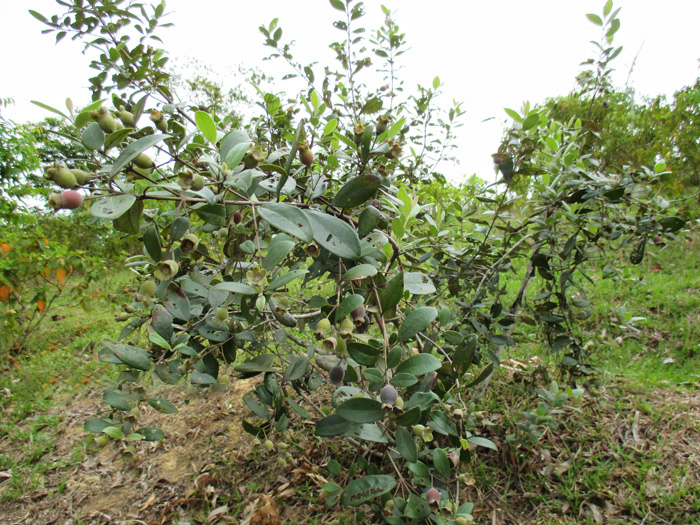
Một cây sim qua đang chuẩn bị chín.
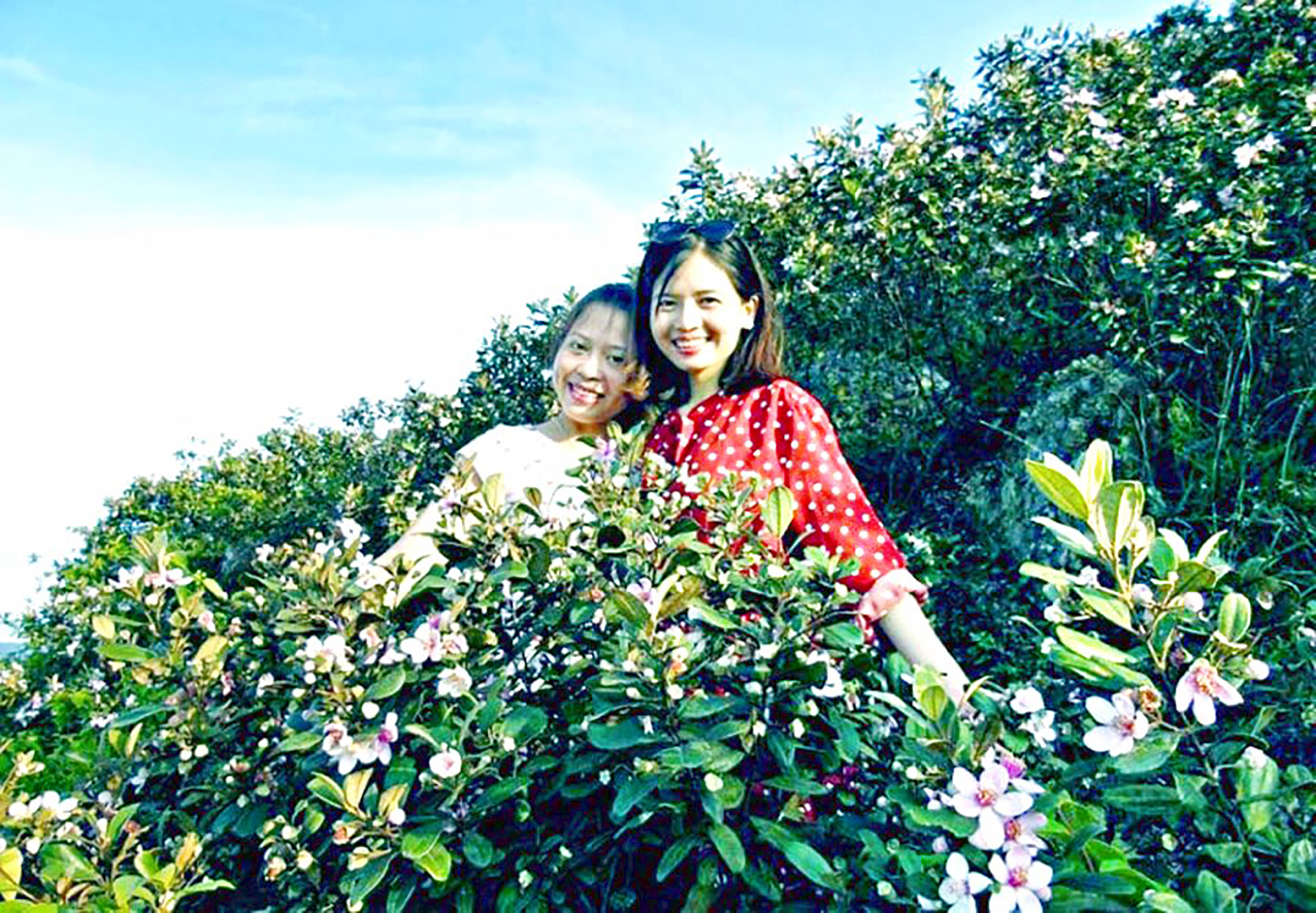
Tạo dáng trên đồi sim.
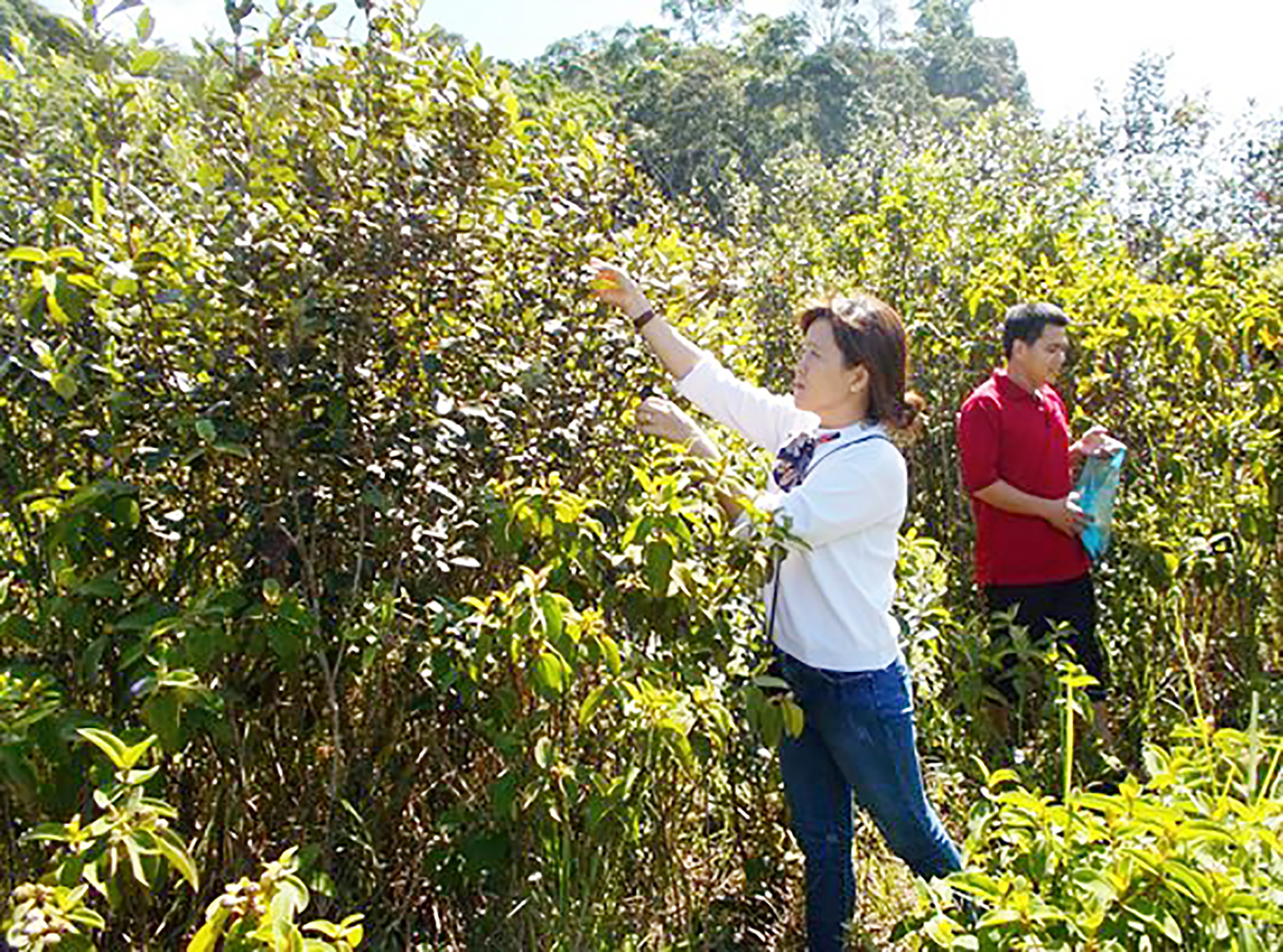
Hái sim.